# Federación Socialista Irlandesa
La Federación Socialista Irlandesa (en inglés: Irish Socialist Federation, ISF, en irlandés: Cónaidhm Shóisialach Éireann) fue una organización activa en los Estados Unidos y fue fundada por James Connolly y otros.  Tenía sucursales en Nueva York y Chicago. En marzo de 1907 se celebró una Céilidh para lanzar la organización. El objetivo del partido era aumentar la conciencia de clase entre los emigrantes irlandeses en Estados Unidos. Los miembros incluyeron a James Connolly, los exmiembros de ISRP Jack Mulray y John Lyng, Patrick L. Quinlan y Elizabeth Gurley Flynn. Inicialmente se alineó con el Partido Laborista Socialista de América, pero más tarde apoyó al Partido Socialista de América .  El periódico oficial de la organización se conocía como 'El Arpa'. 